# Phrygionis flavilimes
Phrygionis flavilimes là một loài bướm đêm trong họ Geometridae.